# Princesse malgré elle
Série
Un mariage de princesse
(2004)
Pour plus de détails, voir Fiche technique et Distribution.
Princesse malgré elle ou Le Journal d'une princesse au Québec est un film américain de Garry Marshall sorti en 2001, adapté du roman de Meg Cabot Journal d'une princesse et de ses premières suites.

## Synopsis
Mia Thermopolis (Anne Hathaway), une jeune Américaine timide et mal dans sa peau, vit seule avec sa mère Helen à San Francisco. C’est alors qu’une rencontre inattendue vient bouleverser sa paisible existence : celle de Clarisse Renaldi (Julie Andrews), la mère de son défunt père venue d’Europe. En faisant sa connaissance, la jeune fille va découvrir qu’elle est l’unique héritière de la couronne d’un petit pays, le royaume de Génovie. Mia, qui connaît déjà bien des difficultés à l’école, notamment avec ses camarades, ne se sent pas prête à assumer de telles responsabilités. Mais c’est sans compter la reine Clarisse qui semble bien déterminée à faire de sa petite-fille une princesse.
La jeune fille, terriblement complexée et empotée, va petit à petit se découvrir belle et pleine d'assurance grâce aux cours de maintien et de beauté dispensés par sa grand-mère. La reine Clarisse, de son côté, va progressivement apprendre à vivre de manière plus frivole sans oublier pour autant son titre de couronne. Mia arrivera-t-elle à conjuguer son titre de princesse et sa réputation, tout en gardant son amitié intacte avec Lily (Heather Matarazzo), son amie de toujours ?

## Fiche technique
- Titre français : Princesse malgré elle
- Titre original : The Princess Diaries
- Titre québécois : Le Journal d'une princesse
- Réalisateur : Garry Marshall
- Scénariste : Gina Wendkos
- Producteurs : Debra Martin Chase, Whitney Houston, Mario Iscovich
- Production : Bottom of the ninth productions inc. (États-Unis), BrownHouse productions (États-Unis)
- Directeur de la photographie : Karl Walter Lindenlaub
- Compositeur : John Debney
- Monteur : Bruce Green
- Chef décorateur : Mayne Berk
- Distribution : Walt Disney Pictures (États-Unis), Gaumont Buena Vista International (France)
- Pays d'origine : États-Unis
- Langue : anglais
- Format : 35 mm, couleur, Dolby numérique, 1.85:1
- Genre : Comédie
- Dates de sortie :
  -  États-Unis : 3 août 2001
  -  France : 24 octobre 2001
- Durée : 115 minutes

## Distribution
- Anne Hathaway (VF : Sarah Marot ; VQ : Aline Pinsonneault) : Amélia « Mia » Thermopolis
- Julie Andrews (VF : Marie-Martine Bisson ; VQ : Claudine Chatel) : Clarisse Renaldi
- Caroline Goodall (VF : Martine Meiraghe ; VQ : Natalie Hamel-Roy) : Hélène Thermopolis
- Héctor Elizondo (VF : Jean-François Aupied ; VQ : Luis de Cespedes) : Joseph « Joe »
- Erik von Detten (VF : Donald Reignoux ; VQ : Joël Legendre) : Josh Bryant
- Mandy Moore (VF : Véronique Alycia ; VQ : Camille Cyr-Desmarais) : Lana Thomas
- Robert Schwartzman (VF : Tony Marot ; VQ : Hugolin Chevrette) : Michael Moscovitz
- Heather Matarazzo (VF : Dorothée Pousséo ; VQ : Violette Chauveau) : Lilly Moscovitz
- Kathleen Marshall (VQ : Nathalie Coupal) : Charlotte Kutaway
- Patrick Flueger (VF : Benoît DuPac ; VQ : Martin Watier) : Jeremiah Hart
- Sean O'Bryan (VF : Guillaume Orsat ; VQ : Antoine Durand) : Patrick O'Connell
- Larry Miller (VQ : Pierre Chagnon) : Paolo
- Sandra Oh (VQ : Hélène Mondoux) : La vice-principale Gupta
- Mindy Burbano (VQ : Élise Bertrand) : Prof de gym, Mlle Harbula
- Joel McCrary (VQ : Mario Desmarais) : Premier ministre Motaz
- Greg Lewis (VQ : Yves Massicotte) : Baron Siegfield von Troken
- Bonnie Aarons : Baronne Joy von Troken
- Willie Brown Jr. (VQ : Éric Gaudry) : Maire de San Francisco
- Patrick Richwood (VF : Cédric Dumond ; VQ : François Sasseville) : M. Robutusen
- Rob Zylowski (VQ : Inti Chauveau) : Livreur de pizza
- Sandra Taylor (VQ : Anne Bédard) : Suki Sanchez
- Tom Hines (VF : Jérôme Rebbot ; VQ : Daniel Lesourd) : Nelson Davenport
- Nicholle Tom (VQ : Émilie Durand) : Cassie, la journaliste
- René Auberjonois (VF : François Berland ; VQ : Gilbert Lachance) : Père de Mia (Voix)

## Autour du film
- Une suite du film est sortie en 2004 : Un mariage de princesse.
- L'histoire du film est tirée du roman de Meg Cabot Journal d'une princesse.
- Kathleen Marshall qui joue Charlotte la secrétaire de la Reine Clarisse est la fille du réalisateur Garry Marshall. Ce n'est pas la première fois qu'elle apparaît dans un de ses films puisqu’elle avait auparavant déjà joué le rôle d'une réceptionniste d'hôtel dans Pretty Woman.
- Julie Andrews a incarné Mary Poppins dans le film Mary Poppins de 1964 et pour lequel elle a gagné un Golden Globe et un Oscar [1].

## Différences par rapport au roman
Il s'agit d'une adaptation libre, et le film diffère en tous points des livres. Les deux différences les plus notables sont que la grand-mère de Mia, Clarisse Renaldi, est présentée comme un être particulièrement exécrable dans les livres, alors que son personnage filmique est plein de gentillesse et de bonté, et que dans les livres, personne ne propose à Mia d'accepter ou non le trône de Génovia, elle n'a pas le choix. Nous pouvons aussi noter qu'un bon nombre de personnages faisant partie de l'entourage proche de Mia dans les livres ne sont pas inclus dans les films, notamment ses amis Tina Hakim Baba, Shameeka Taylor, Ling Su Wong, Trisha Hayes, JP Reynolds-Albernathy, Kenny Showalter, Perin Thomas, etc. tandis que d'autres sont ajoutés comme Jeremiah Hart. De plus le déroulement scénique des livres n'est pas du tout suivi, ce qui s'explique en partie parce que le film a amalgamé les 4 ou 5 premiers tomes, en supprimant les trois quarts des péripéties (pour simplifier, le film suit le premier livre tout en lui ajoutant l'histoire d'amour qui n’apparaît que dans le troisième tome). D'autres différences sont notables :
Livre ; film
- Michael est en terminale ; Michael est dans la même classe que Mia (seconde).
- Mia habite à New York ; Mia habite à San Francisco.
- Mia a quatorze ans ; Mia a seize ans.
- Le père de Mia a souffert d'un cancer des testicules qui l'a rendu stérile ; le père de Mia est mort.
- Lars est le garde du corps de Mia et Hans son chauffeur ; Joseph est chauffeur et garde du corps de Mia et aime la grand-mère de Mia.
- Helen sort avec Mr. Gianini, le prof de maths de Mia ; Helen sort avec Mr. O'Connell, le prof d'éducation civique de Mia.
- Mia est blonde aux yeux gris ; Mia est brune aux yeux marron.
- Josh Richter dans le livre ; Josh Bryant dans le film.
- Lilly découvre que Mia est une princesse grâce au magazine ; Mia dit à Lilly qu'elle est une princesse.
- Josh Richter embrasse Mia devant le lycée Albert Einstein (devant les paparazzis) ; Josh Bryant l'embrasse à la plage (devant les paparazzis).
- Le nom de famille de Lana est Weinberger ; Le nom de famille de Lana est Thomas.
- La grand-mère de Mia est cruelle ; la grand-mère de Mia est gentille.

Dans la suite des romans de Meg Cabot, Mia écrit qu'elle a visionné ces films et s'en moque ouvertement.

## Suite
- Un mariage de princesse (2004) suite du film